# Треместиери Етнео
Треместиѐри Етнѐо (на италиански: Tremestieri Etneo, на сицилиански Trimmisteri, Тримистери) е град и община в Южна Италия, провинция Катания, автономен регион и остров Сицилия. Разположен е на 400 m надморска височина. Населението на общината е 20 887 души (към 2012 г.).
В общинската територия се намира част от вулкана Етна. Главният център на общината се намира в подножието на планината.